# 李服膺

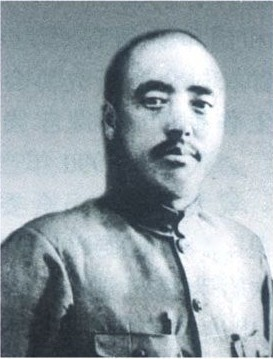
李服膺

李服膺（1890年—1937年），字慕颜，又名兴菴，籍贯为山西省崞县（今原平市）兰村人。中国国民革命军将领，曾任第5军军长、国民革命军68师师长、61军军长。1937年8月在天镇县之役后阎锡山为自己和他的同乡王靖国推脱罪责而被冤杀。